# Kraburi
La Kraburi  (thaï: แม่น้ำกระบุรี, RTGS: Maenam Kra Buri, API : [mɛ̂ːnáːm kràʔ buriː]; Birman: မြစ်ကြီးနား, BGN/PCGN: myitkyina, litt. "La rivière Kyan") ou plus simplement Kra (thai: กระ) ou bien Pak Chan (thai: แม่น้ำปากจั่น) est un fleuve frontalier de la Birmanie et de la Thaïlande. 

## Géographie
Il prend sa source dans les montagnes de l'isthme de Kra et coule vers le sud-ouest sur une longueur de 70 km. Il se jette dans la Mer d'Andaman au niveau de la ville thaïlandaise de Ranong et de la ville birmane de Kawthaung (anciennement Victoria point).
Son estuaire large de presque 6 km sur une cinquantaine de kilomètres de longueur, abrite la plus vaste mangrove de Thaïlande. Une partie est couverte par le Parc national de Lam Nam Kraburi, tandis que la Réserve de la biosphère de Ranong et le site Ramsar du Parc national de Laemson se trouvent plus au sud.